# Scott Burrell
Scott David Burrell (ur. 12 stycznia 1971 w New Haven) – amerykański koszykarz występujący na pozycjach rzucającego obrońcy lub niskiego skrzydłowego oraz baseballista, występujący na pozycji miotacza, mistrz NBA, po zakończeniu kariery zawodniczej trener koszykarski, obecnie trener drużyny akademickiej Southern Connecticut State Owls. 
W szkole średniej grał także w baseball na pozycji miotacza. Jako zawodnik ostatniej klasy szkoły średniej został wybrany w drafcie przez profesjonalny zespół baseballowy – Seattle Mariners. 
Planował grać w baseball na uczelni Miami. Został przekonany do zmiany zdania przez asystenta trenera koszykówki University of Connecticut – Howiego Dickenmana i zdecydował się ostatecznie na koszykówkę i drużynę Huskies. Na pierwszym roku studiów został wybrany w kolejnym drafcie, tym razem przez zespół Toronto Blue Jays. Wakacje poświęcił na występy w niższej lidze baseballu (New York-Pennsylvania League). Podobnie spędził także kolejną przerwę letnią. Ostatecznie zdecydował się skupić na koszykówce. Został pierwszym zawodnikiem w historii NCAA, który zdobył co najmniej 1500 punktów, 750 zbiórek, 275 asyst i 300 przechwytów.
W 1994 zajął trzecie miejsce NBA, podczas głosowania na zawodnika, który poczynił największy postęp.
W 1996 pojawił się w filmie „Eddie”.

## Osiągnięcia koszykarskie
Na podstawie, o ile nie zaznaczono inaczej.
NCAA
- Uczestnik rozgrywek:
  - Elite 8 turnieju NCAA (1990)
  - Sweet 16 turnieju NCAA (1990, 1991)
  - II rundy turnieju NCAA (1990–1992)
- Mistrz:
  - turnieju Big East (1990)
  - sezonu regularnego Big East (1990)
- Zaliczony do:
  - I składu debiutantów Big East (1990)
  - II składu Big East (1992)
  - III składu Big East (1991, 1993)
  - Huskies Of Honor (2018)
  - składu stulecia Huskies
- Lider:
  - NCAA w liczbie przechwytów (112 – 1991)
  - konferencji Big East w przechwytach (3,6 – 1991, 2,5 – 1992)

NBA
- Mistrz NBA (1998)
- Uczestnik konkursu rzutów za 3 punkty NBA (1995)